# Frank Sheeran
Francis Joseph Sheeran, známý jako Frank „The Irishman“ („Irčan“) Sheeran (25. října 1920, Camden, New Jersey, USA – 14. prosince 2003, Filadelfie, Pensylvánie) byl americký odborář napojený na mafiánskou „rodinu“ kolem Russella Bufalina.

## Život
V roce 1941 vstoupil do armády. Účastnil se mj. invaze na Sicílii, operace Dragoon a postupu do Německa. Po návratu se oženil a měl tři dcery; po rozvodu měl další dceru s druhou manželkou. V padesátých letech pracoval jako řidič nákladního vozu, což vedlo k setkání s Bufalinem. Ten jej později seznámil s Jimmym Hoffou, prezidentem odborářské organizace Teamsters. Sheeran se nakonec stal Hoffovým blízkým přítelem.
Sheeran je považován za vraha gangstera Joea Galla (1972) a také svého přítele Jimmyho Hoffy (1975). K těmto činům se přiznal až v pokročilém věku spisovateli Charlesi Brandtovi, který o něm nakonec napsal knihu. V roce 1980 byl odsouzen na 32 let ve vězení (ne však za neprokázané vraždy). Po 13 letech byl propuštěn. V roce 2019 měl premiéru film Irčan založený na Sheeranově životě (ztvárnil jej Robert De Niro).